# ريتشارد كيرن
ريتشارد كيرن (بالإنجليزية: Richard Kern)‏ هو مصور أمريكي، ولد في 1954 في رونوك رابيدز في الولايات المتحدة.

## وصلات خارجية
- ريتشارد كيرن على موقع IMDb (الإنجليزية)
- ريتشارد كيرن على موقع إن إن دي بي (الإنجليزية)
- ريتشارد كيرن على موقع ديسكوغز (الإنجليزية)
- ريتشارد كيرن على موقع قاعدة بيانات الفيلم (الإنجليزية)